# Задача Коші
Задача Коші — одна з основних задач теорії диференціальних рівнянь — полягає в пошуку розв'язку (інтеграла) диференціального рівняння, що задовольняє початковим умовам (початковим даним).
Задача Коші зазвичай виникає при аналізі процесів, обумовлених диференціальним законом та початковим станом, математичним виразом яких і є рівняння та початкова умова (звідси й термінологія та вибір позначень: початкові дані задаються при {\displaystyle t=0}, а розв'язок шукають для {\displaystyle t>0}).
Від крайових задач задача Коші відрізняється тим, що область, в якій має бути визначений шуканий розв'язок, тут заздалегідь не вказується.
Проте, задачу Коші можна розглядати як одну з крайових задач.
Основні питання, що позв'язані з задачею Коші, такі:
1. Чи існує (хоча б локально) розв'язок задачі Коші?
2. Якщо розв'язок існує, то яка область його існування?
3. Чи є розв'язок єдиним?
4. Якщо розв'язок єдиний, то чи буде він коректним, тобто неперервним (в якому-небудь сенсі) щодо початкових даних?

## Різні постановки задачі Коші
- Звичайне диференціальне рівняння першого порядку, розвязане відносно похідної:

{\displaystyle \left\{{\begin{array}{lcl}y'&=&f(x,y)\\y(x_{0})&=&y_{0}\end{array}}\right.}
- Система {\displaystyle n} звичайних диференціальних рівнянь першого порядку, розв'язана відносно похідних (нормальна система {\displaystyle n}-го порядку):

{\displaystyle \left\{{\begin{array}{lcl}y'_{1}&=&f_{1}(x,y_{1},\ldots ,y_{n})\\&\ldots &\\y'_{n}&=&f_{n}(x,y_{1},\ldots ,y_{n})\\y_{1}(x_{0})&=&y_{01}\\&\ldots &\\y_{n}(x_{0})&=&y_{0n}\end{array}}\right\}\iff \left\{{\begin{array}{lcl}\mathbf {y} '&=&\mathbf {f} (x,\mathbf {y} )\\\mathbf {y} (x_{0})&=&\mathbf {y_{0}} \end{array}}\right.}
- Звичайне диференціальне рівняння {\displaystyle n}-го порядку, розв'язане відносно старшої похідної :

{\displaystyle \left\{{\begin{array}{lcl}y^{(n)}&=&f(x,y,\ldots ,y^{(n-1)})\\y(x_{0})&=&y_{01}\\&\ldots &\\y^{(n-1)}(x_{0})&=&y_{0n}\end{array}}\right\}\iff \left\{{\begin{array}{lcl}y'_{1}&=&y_{2}\quad (=y')\\&\ldots &\\y'_{n-1}&=&y_{n}\quad (=y^{(n-1)})\\y'_{n}&=&f(x,y_{1},\ldots ,y_{n})\\y_{1}(x_{0})&=&y_{01}\quad (=y(x_{0}))\\&\ldots &\\y_{n}(x_{0})&=&y_{0n}\quad (=y^{(n-1)}(x_{0}))\end{array}}\right.}

## Історія

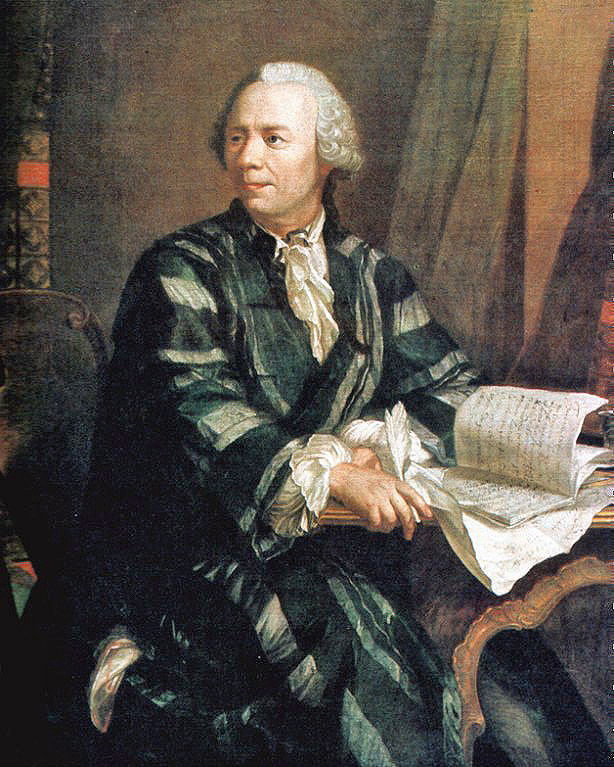
Леонард Ейлер

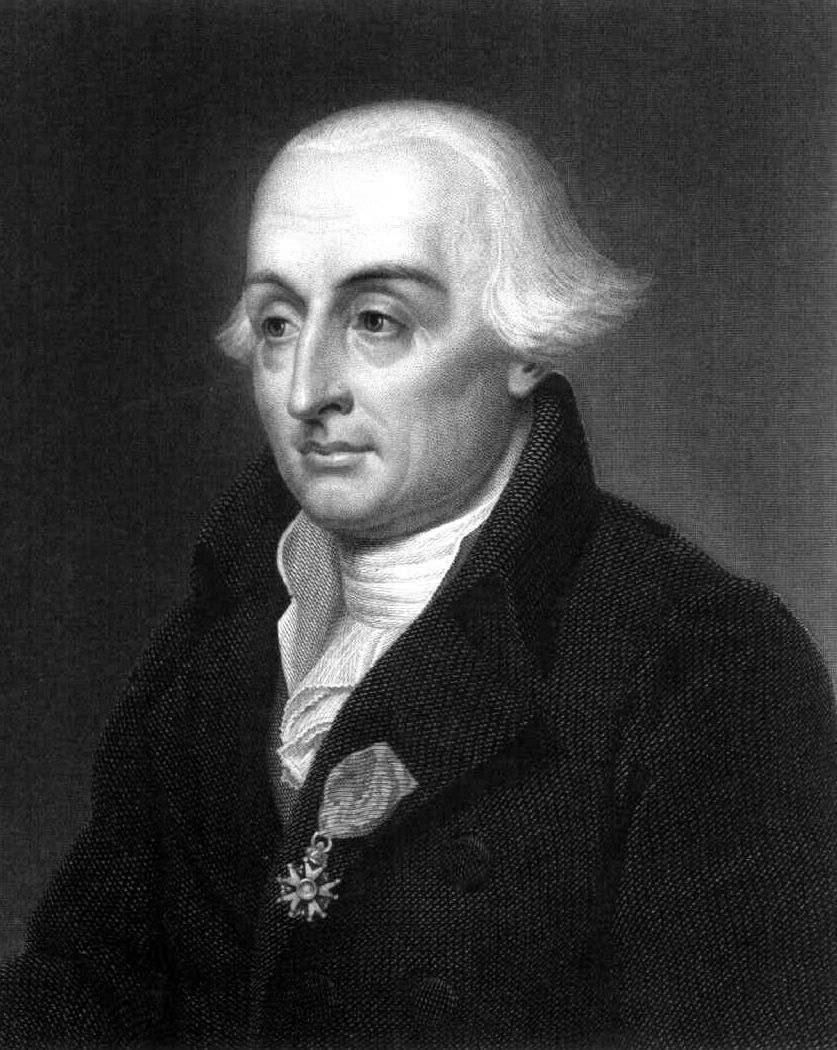
Жозеф-Луї Лагранж

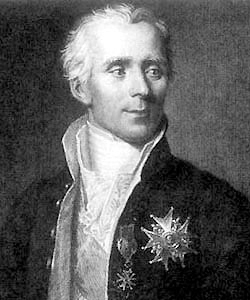
П'єр-Симон Лаплас

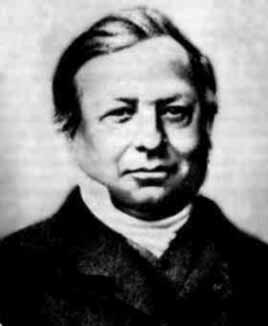
Жозеф Ліувілль

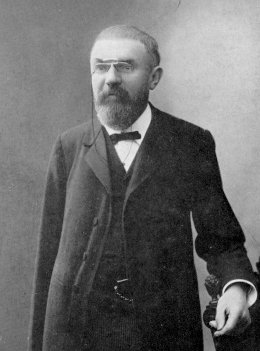
Анрі Пуанкаре

Диференціальні рівняння винайдені Ньютоном (1642—1727). Ньютон вважав цей свій винахід настільки важливим, що зашифрував його у вигляді анаграми, смисл якої в сучасних термінах можна вільно передати так: «закони природи виражаються диференціальними рівняннями».
Основним аналітичним досягненням Ньютона було розкладання всіляких функцій в ступеневі ряди (сенс другої, довгої анаграми Ньютона в тому, що для вирішення будь-якого рівняння потрібно підставити в рівняння ряд і прирівняти члени однакового степеня). Особливе значення мала тут відкрита ним формула бінома Ньютона (зрозуміло, не тільки з цілими показниками, для яких формулу знав, наприклад, Вієт (1540—1603), але і, що особливо важливе, з дробовими і негативними показниками). Ньютон розклав у «ряди Тейлора» всі основні елементарні функції (раціональні, радикали, тригонометричні, експоненту й логарифм). Це, разом з складеною ним таблицею первісних (яка перейшла в майже незмінному вигляді в сучасні підручники аналізу), дозволяло йому, за його словами, порівнювати площі будь-яких фігур «за половину чверті години».
Ньютон указував, що коефіцієнти його рядів пропорційні послідовним похідним функції, але не зупинявся на цьому детально, оскільки він справедливо вважав, що всі обчислення в аналізі зручніше проводити не за допомогою кратних диференціювань, а шляхом обчислення перших членів ряду. Для Ньютона зв'язок між коефіцієнтами ряду й похідними був скоріше засобом обчислення похідних, чим засобом складання ряду. Одним із найважливіших досягнень Ньютона є його теорія сонячної системи, викладена в «Математичних принципах натуральної філософії» («Principia») без допомоги математичного аналізу. Зазвичай вважають, що Ньютон відкрив за допомогою свого аналізу закон всесвітнього тяжіння. Насправді Ньютону (1680) належить лише доказ еліптичності орбіт в полі тяжіння за законом зворотних квадратів: сам цей закон був вказаний Ньютону Гуком (1635—1703) і, мабуть, вгадувався ще декількома вченими.
Із величезної кількості робіт з диференціальних рівнянь XVIII століття виділяють роботи Ейлера (1707—1783) і Лагранжа (1736—1813). У цих роботах передусім була розвинена теорія малих коливань, а отже — теорія лінійних систем диференціальних рівнянь; водночас виникли основні поняття лінійної алгебри (власні числа й вектори в n-мірному випадку). Характеристичне рівняння лінійного оператора довго називали секулярним, оскільки саме з такого рівняння визначаються секулярні (вікові, тобто повільні в порівнянні з річним рухом) збурення планетних орбіт згідно з теорією малих коливань Лагранжа. Услід за Ньютоном Лаплас і Лагранж, а пізніше Гаус (1777—1855) розвинули також методи теорії збуджень.
Коли була доведена нерозв'язність алгебричних рівнянь у радикалах, Жозеф Ліувілль (1809—1882) побудував аналогічну теорію для диференціальних рівнянь, встановивши неможливість розв'язання низки рівнянь (зокрема таких класичних, як лінійні рівняння другого порядку) в елементарних функціях і квадратурах. Пізніше Софус Лі (1842—1899), аналізуючи питання про інтегрування рівнянь у квадратурах, прийшов до необхідності детально досліджувати групи дифеоморфізмів (що отримали згодом ім'я груп Лі) — так із теорії диференціальних рівнянь виникла одна з плідних галузей сучасної математики, подальший розвиток якої був тісно пов'язаний зовсім з іншими питаннями (алгебри Лі ще раніше розглядали Сімеон-Дені Пуассон (1781—1840) і, особливо, Карл Густав Якоб Якобі (1804—1851)).
Новий етап розвитку теорії диференціальних рівнянь почався з робіт Анрі Пуанкаре (1854—1912). Створена ним «якісна теорія диференціальних рівнянь» разом із теорією функцій комплексних змінних привела до заснування сучасної топології. Якісна теорія диференціальних рівнянь, або, як її тепер частіше називають, теорія динамічних систем, зараз розвивається активно і має важливі застосування теорії диференціальних рівнянь у природознавстві.